# Son Roig
Son Roig és una possessió del terme municipal d'Algaida a Mallorca situada al migjorn del municipi. Confronta per llevant amb la possessió de s'Heretat o Son Bandoler; a migjorn, amb Son Reus de Randa; a ponent, amb el terme de Llucmajor, la veïna possessió de Galdent, i a tramuntana, amb Can Monjo i altres establits. Son Roig ha sofert un procés invers al de la majoria d'antigues possessions de Mallorca, perquè a part de no figurar en cap dels mapes tradicionals (Berard, Despuig, etc.), a principis del segle XX només tenia una extensió de 68 quarterades, que amb els successius creixements ha passat en l'actualitat a quasi 200. El topònim segurament deu provenir de la penya Roja de l'orografia de la possessió.
La història d'aquesta possessió està lligada a la família Roca, també propietària de la molt més anomenada Son Reus de Randa. La possessió va ser explotada i cuidada durant més de 50 anys (1939-1995) per la família Amengual, que com a mitjers, figura típica mallorquina, han mantingut viu l'esperit de la pagesia en aquestes terres i conservat les seves construccions.Actualment l'explotació ha tornat a les mans dels seus propietàris.
Les terres de la possessió poden subdividir-se aproximadament en un 40% de conradís i la resta és garriga i pinar. L'engrandiment escalonat de la possessió ha ocasionat que els seus límits s'hagin configurat molt irregularment, amb profundes entrades i sortides. Actualment s'hi produeix vinya de forma ecològica, amb ceps tipus Syrah, ull de llebre, giró negre,..., emprats en la producció dels vins d'una bodega del municipi, dintre de la denominació d'origen Pla i llevant de Mallorca.

## Construccions

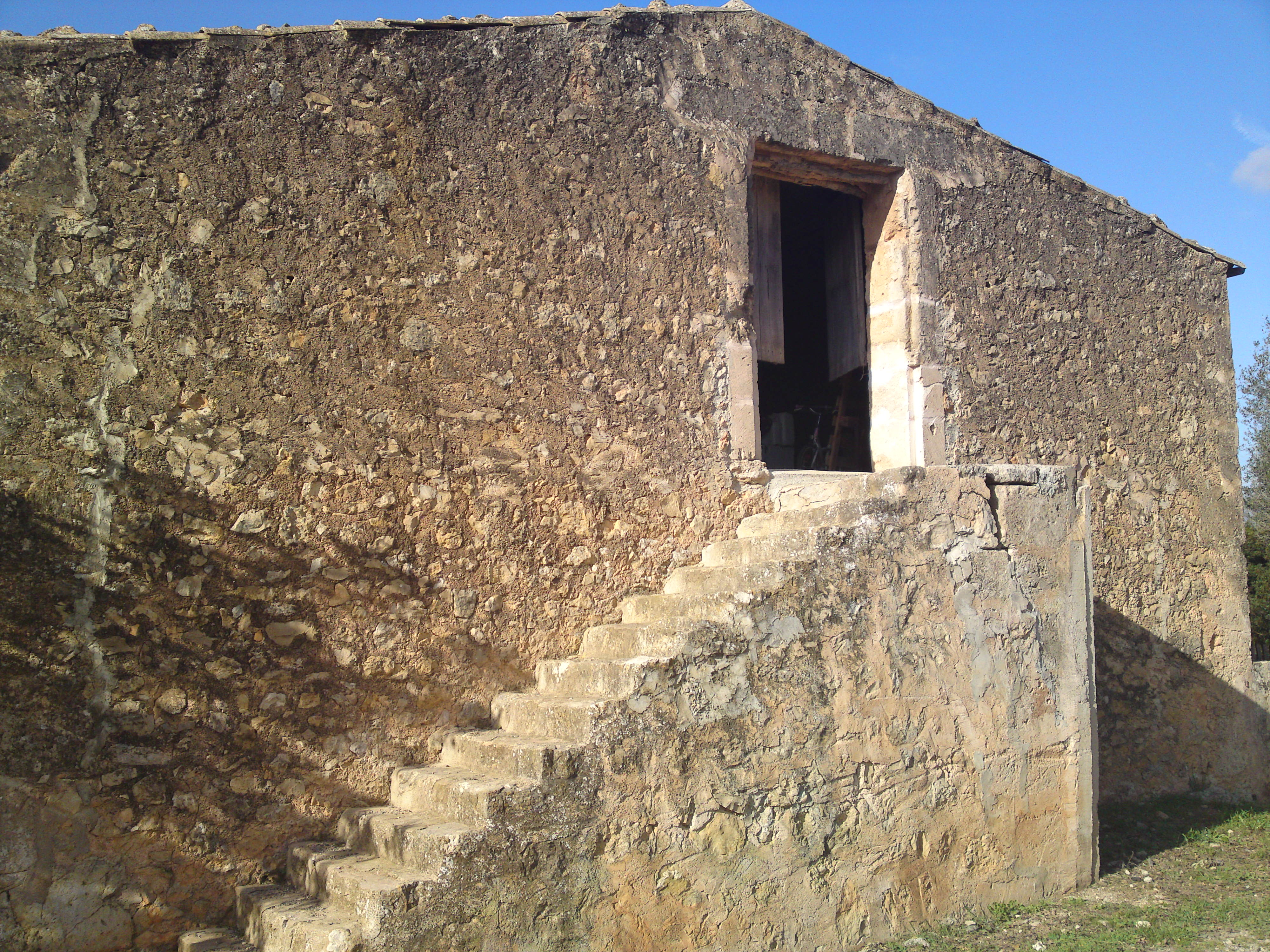
Detall de les cases de Son Roig

Les cases, adreçades a migjorn, són relativament antigues perquè foren construïdes per ampliar dependències anteriors l'any 1878. Les cases primitives eren damunt el turonet, cobert actualment de pinar, que hi ha a l'esquerra davant les cases, les ruïnes de les quals només són perceptibles pel caramull de pedres i el traçat del vell camí que hi menava. Fins devers l'any 1950 encara restava en peu l'antic forn de coure pa. Vora les cases hi ha les dependències de l'estable i la bugaderia, feta amb les restes d'un safareig proper. El fumeral de la xemeneia d'aquesta bugaderia és molt curiós, ja que té el perfil quasi semicircular i recentment restaurat. A la part posterior de les cases hi ha la vaqueria, de construcció molt moderna.
Una sínia, situada coster avall de les cases i vora l'antic hortet, dona testimoni d'una certa riquesa en aigües del subsòl, enganyosa al cap i a la fi, ja que des de l'any 1985 tenen els pous pràcticament eixuts a causa que enfondiren el pou veí de Can Monjo i el nivell freàtic baixà. Antigament, fins i tot tenien una font, aconseguida mitjançant una canonada de zenc enterrada que per gravetat abocava les aigües al safareig esmentat, que es desmuntà. El pou encara hi és, però la mina resta inservible perquè s'esbaldregà.

## Accidents geogràfics
Dels accidents geogràfics de la possessió destaquen el comellar de na Fonda, el de l'Infern, la penya del Migdia, la penya Roja, que formen part de la serra de Galdent, així com el puig de Son Roig (420 metres d'altitud) i el puig de sa Potada des Gegant (375 metres); els cims fan partió amb la possessió de Galdent i separen el termes d'Algaida i Llucmajor. Devers l'any 1987, es construí una nova fita geodèsica al capcurucull del puig de Son Roig, perquè, de l'anterior, ni en quedaven vestigis.